# Antoine-Joseph de Chabrol de Chaméane
Antoine-Joseph, comte de Chabrol de Chaméane (15 décembre 1770, Riom - 4 octobre 1859, château de Vernay), est un homme politique français.

## Biographie
Fils de Gaspard Claude François de Chabrol, il émigre en 1790, et sert à l'armée de Condé. Rentré en France sous l'empire, il devient, sous la Restauration, après son mariage avec Mlle de Prisye d'une famille noble du Nivernais, maire de Nevers et conseiller général de la Nièvre.Chevalier de la Légion d'honneur, il est élu député, le 27 octobre 1818, par le collège de département de la Nièvre. Il siège et vote avec la majorité ministérielle sans jamais monter à la tribune, et ne se représente pas aux élections générales du 13 novembre 1820. 
Candidat aux élections du 13 novembre 1822, il est élu par le 1er collège électoral de la Nièvre (Nevers) ; le même collège lui renouvèle son mandat, le 25 février 1824.
Après la dissolution de la Chambre (6 novembre 1827), Chabrol de Chaméane renonce à la vie politique. Le nom de Chaméane a été donné à une place de Nevers.

## Distinction
- Chevalier de la Légion d'honneur, le 10 février 1815[2],

## Sources
- « Antoine-Joseph de Chabrol de Chaméane », dans Adolphe Robert et Gaston Cougny, Dictionnaire des parlementaires français, Edgar Bourloton, 1889-1891 [détail de l’édition]